# Gilhac-et-Bruzac
 Gilhac-et-Bruzac  là một xã ở tỉnh Ardèche, vùng Auvergne-Rhône-Alpes ở đông nam nước Pháp.